# Escola de Mestres
L' Escola de Mestres (1906-1909) fou una institució de formació de mestres creada a Barcelona per Joan Bardina i Casterà.
Aquest centre unia la voluntat de renovar pedagògicament l'escola amb la de catalanitzar-la. A través d'oferir un nou perfil de mestres basat en l'educació activa, en una sòlida cultura i en la catalanitat en un temps en què aquesta havia estat prohibida a l'ensenyament. També introduïa la coeducació, tot un avenç i un repte en una societat fortament segregada per sexes.
Pretenia ser una alternativa a les Escoles Normals oficials ancorades en la concepció tradicional de l'educació i en la cultura castellana.
Aquest plantejament, vivament unit a l'objectiu de regeneració social a través de l'escola, feu que entre el patrocinadors de l'Escola de Mestres es trobin personalitats de diferent ideologia però units en la necessitat de fer avançar el país i en l'ideal de formar ciutadans com a alternativa a la crua i complexa realitat social de l'època.

## Ideari
L'Escola de Mestres s'inspirarà en l'Escola Nova anglosaxona, especialment en l'escola progressiva nord-americana.
Aspira a una educació integral que posi l'educació per sobre de la instrucció. L'objectiu, abans de res, és formar persones. Només una veritable educació forjarà persones equilibrades, capaços de convertir-se en mestres d'uns altres. Aspiració que ha de complir-se mitjançant l'acció directa de l'educador, transmissor de valors.
L'Escola de Mestres fou una de les més matineres expressions de l'Escola Nova a Catalunya i mostrà que aquesta era una mitjà altament eficient per a la transformació i la integració de la societat catalana en temps complexos com eren els primers decennis del segle xx.

## Pla d'Estudis
L' Escola de Mestres agrupà els estudis en quatre àrees: 1. Estudis pedagògics, 2. Estudis generals, 3. Estudis especials i 4 Treballs manuals per a nois i per a noies. Algunes de les matèries mostren clarament la ruptura amb els programes oficials de magisteri com ara la incorporació de la teoria i pràctica de la gimnàstica sueca, l'estudi de la Pedagogia Nacional Catalana, de la Història de la Pedagogia de Catalunya, de la Llengua Catalana, de la Geografia i de la Història de Catalunya i una Història de les Religions. Obertura d'esperit, educació activa i catalanitat són característiques d'aquest pla d'estudis.
L'Escola de Mestres representa un plantejament professionalitzador en la formació dels futurs mestres en incorporar, a més de temes de cultura general, continguts de formació psicopedagògica i de pràctica. Elements formatius poc presents a les escoles oficials de magisteri d'aquella època.

## Clausura
L'Escola de Mestres es clourà l'estiu de 1910 després de quatre anys de funcionament. Ofegada econòmicament, ja que la Diputació de Barcelona, presidida per Prat de la Riba, deixà de subvencionar-la. La clausura de l'Escola de Mestres és un fruit indirecte dels problemes i tensions que viu, en aquesta època, la societat catalana en torn de l'educació en el context de la revolta popular de l'anomenada Setmana Tràgica.

## Publicacions
- Escola de Mestres. Memòria del curs 1906-07. Barcelona: Escola de Mestres, 1907.
- Escola de Mestres. Memòria del curs 1907-08. Barcelona: Escola de Mestres, 1908.